# 劉珖
劉珖，字四白，号兰嵎。山东省登州府莱阳县（今划属莱西县）人，清初政治人物。

## 生平
明崇祯壬午鄉試副榜，清顺治二年（1645年），舉乙酉科山東鄉試，顺治六年（1649年）登己丑科进士，历任河南彰德府推官，授文林郎，行取御史。丁酉降补江西按察司照磨，后升上林苑监良牧署署丞。